# تشارلز كوك (لاعب كرة قدم)
تشارلز كوك (بالإنجليزية: Charles Cook)‏ (12 أكتوبر 1972 في المملكة المتحدة - ) هو مدرب كرة قدم ولاعب كرة قدم بريطاني في مركز الوسط. شارك مع منتخب جزر تركس وكايكوس لكرة القدم. أما مع النوادي، فقد لعب مع ميدنهد يونايتد ‏ وCardiff Grange Harlequins A.F.C. ‏ وهامبتون أند ريتشموند بورو وKPMG United FC ‏ وHitchin Town F.C. ‏ وWare F.C. ‏.

## وصلات خارجية
- تشارلز كوك على موقع الاتحاد الدولي (مؤرشف)  (الإنجليزية)
- تشارلز كوك على موقع قاعدة بيانات كرة القدم.إي يو (الإنجليزية)
- تشارلز كوك على موقع ناشيونال فوتبول تيمز (الإنجليزية)
- تشارلز كوك على موقع Soccerway.com (الإنجليزية)
- تشارلز كوك على موقع عالم كرة القدم.نت (الإنجليزية)